# 감국
감국(甘菊, Indian chrysanthemum, 학명: Chrysanthemum indicum)은 국화과의 여러해살이풀이다. 들국화라고 부르는 산야초의 일종이며, 산국·구절초·울릉국화와 근연종이다. 인도국화라고도 한다.
꽃대 높이는 약 30-60cm 가량이고 가을이 한창인 10-12월에 주로 핀다.

## 쓰임새
대개 관상용으로 재배되지만 어린잎은 식용으로 먹기도 한다. 말린 꽃잎은 소주에 넣어 감국주를 만들거나 한약재로 쓰는데 기침약, 해열제, 항균제, 혈압강하제로 사용된다.
위장을 편하게 하고 눈의 정혈을 도와 눈과 머리를 시원하게 하며 두통에 효과적이다. '오맥'(간 · 심 · 비 · 폐 · 신맥현)을 좋게 하며 '풍'으로 인한 어지러움증에 유효하다.